# Glossostelma spathulatum
Glossostelma spathulatum är en oleanderväxtart som först beskrevs av Karl Moritz Schumann, och fick sitt nu gällande namn av Arthur Allman Bullock. Glossostelma spathulatum ingår i släktet Glossostelma och familjen oleanderväxter. Inga underarter finns listade i Catalogue of Life.